# Boris Floricic
Boris Floricic (8 juin 1972-octobre 1998 à Berlin) était un hacker allemand d'origine croate, dont le pseudonyme était Tron, en référence au film Tron de Walt Disney Pictures mettant en scène des hackers.
Tron s'intéressait aux attaques de systèmes de cryptographie et d'authentification commerciales, comme ceux que l'on trouve dans les cartes téléphoniques et les décodeurs des chaînes de télévision à péage.
En 1997, il développe une nouvelle technologie cryptographique pour la téléphonie dans le cadre de sa thèse. Son « Cryptophon » utilise cette technologie et son successeur, le « Cryptron », en référence à la kryptonite, était présenté comme un futur produit de masse.
La mort subite de Tron empêcha cette évolution. Boris fut retrouvé pendu dans un parc à Neukölln, un quartier de Berlin cinq jours après sa mystérieuse disparition. Plusieurs membres du CCC (Chaos Computer Club) et certains amis de Boris ont contesté la thèse officielle du suicide et invoqué un possible meurtre par un service secret ou le crime organisé inquiet d'une utilisation « occidentale » de ressources qui auraient dû leur revenir.
Dans les médias allemands, le nom de famille de Boris ne devait pas être nommé, à la demande de ses parents. Le non-respect de cette règle par la Wikipédia germanophone a conduit le 19 janvier 2006  à la fermeture par décision d'un tribunal d'une redirection du site de l'association Wikimedia Deutschland e.V. vers la page d'accueil du site de la Wikipedia germanophone.
Le 9 février 2006, le tribunal allemand de Charlottenbourg s'est prononcé sur le fond de l'affaire et a rejeté la demande des plaignants. Selon l'avocat de Wikimedia Allemagne, le rejet de la plainte a été justifié par le fait que la divulgation de l'identité du pirate n'était pas une violation du droit à la vie privée (Persönlichkeitsrecht). La redirection du site de l'association vers le site de la Wikipedia germanophone a pu donc être remise en place dès lors.
L'appel des parents a été rejeté au mois de mai 2006. Ils ont annoncé leur souhait de poursuivre éventuellement leur action devant les instances européennes.